# Circondario di Alessandria
Il circondario di Alessandria era uno dei circondari in cui era suddivisa la Provincia di Alessandria.

## Storia
In seguito all'annessione della Lombardia dal Regno Lombardo-Veneto al Regno di Sardegna (1859), fu emanato il decreto Rattazzi, che riorganizzava la struttura amministrativa del Regno, suddiviso in province, a loro volta suddivise in circondari.
Il circondario di Alessandria fu creato come suddivisione dell'omonima provincia.
Con l'Unità d'Italia (1861) la suddivisione in province e circondari fu estesa all'intera Penisola, lasciando invariate le suddivisioni stabilite dal decreto Rattazzi.
Il circondario di Alessandria fu abolito, come tutti i circondari italiani, nel 1927, nell'ambito della riorganizzazione della struttura statale voluta dal regime fascista. Tutti i comuni che lo componevano rimasero in provincia di Alessandria.

## Geografia antropica

### Suddivisioni amministrative
Nel 1863, la composizione del circondario era la seguente:
- mandamento I di Alessandria (intra muros)
  - parte di Alessandria
- mandamento II di Alessandria (extra muros)
  - parte di Alessandria
- mandamento III di Bassignana
  - Alluvioni di Cambiò; Bassignana; Monte Castello; Pavone d'Alessandria; Pietra Marazzi; Rivarone
- mandamento IV di Bosco Marengo
  - Bosco Marengo; Fresonara; Frugarolo
- mandamento V di Cassine
  - Borgoratto Alessandrino; Cassine; Frascaro; Gamalero
- mandamento VI di Castellazzo Bormida
  - Casal Cermelli; Castellazzo Bormida
- mandamento VII di Felizzano
  - Castello di Annone; Cerro Tanaro; Felizzano; Quargnento; Quattordio; Refrancore; Solero
- mandamento VIII di Oviglio
  - Masio; Oviglio
- mandamento IX di San Salvatore Monferrato
  - Castelletto Monferrato; Lu Monferrato; San Salvatore Monferrato
- mandamento X di Sezzè
  - Castelspina; Predosa; Sezzadio (dal 1916 rinominata)
- mandamento XI di Valenza
  - Lazzarone (dal 1901 Villabella); Pecetto di Valenza; Valenza